# Miracle Run
Miracle Run er en er en amerikansk film fra 2004, om en enlig mor (Mary-Louise Parker), der finder ud af, at hendes tvillingedrenge (Zac Efron og Bubba Lewis) er autister.
Filmen er instrueret af Gregg Champion.

## Handling
Corrine Morgan-Thomas opdager, at hendes tvillingesønner er autister, hvorefter hun bliver forladt af sin kæreste. Hun finder et nyt hus, men det er en hård omgang, hvor hun skal kæmpe sin vej igennem krise på krise og gøre krav på drengenes vegne, så de kan få en ordentlig uddannelse.
Da drengene når teenagealderen, går det op for hende, hvor talentfulde og lærenemme de egentlig er. Begge drenge får succes, Phillip som musiker (han spiller fantastisk guitar) og Steven som atlet (styrketræning og løb).